# Rosenhöfer Gangzug

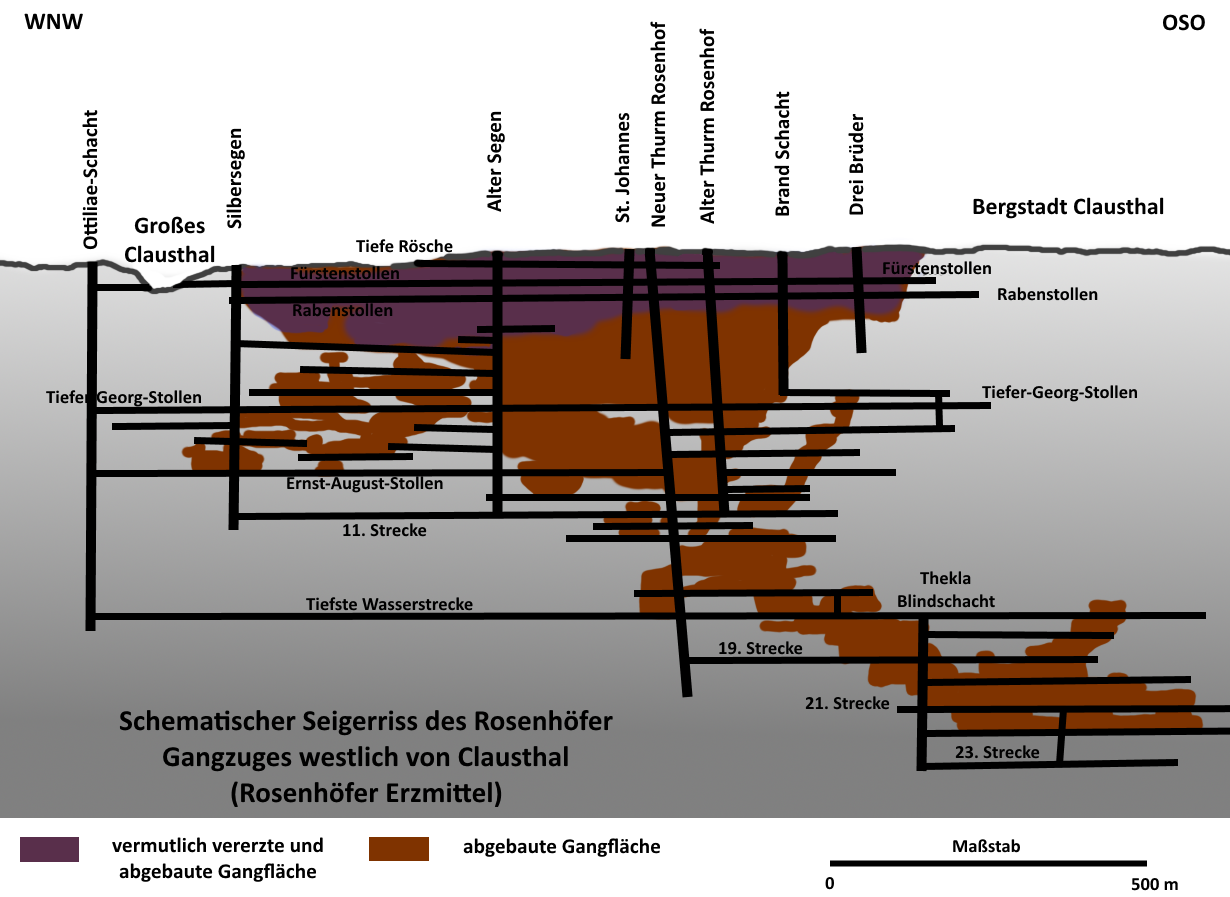
Seigerriss des Rosenhöfer Gangzuges

Der Rosenhöfer Gangzug war einer von drei bedeutenden Gangzügen bei Clausthal-Zellerfeld.

## Lage

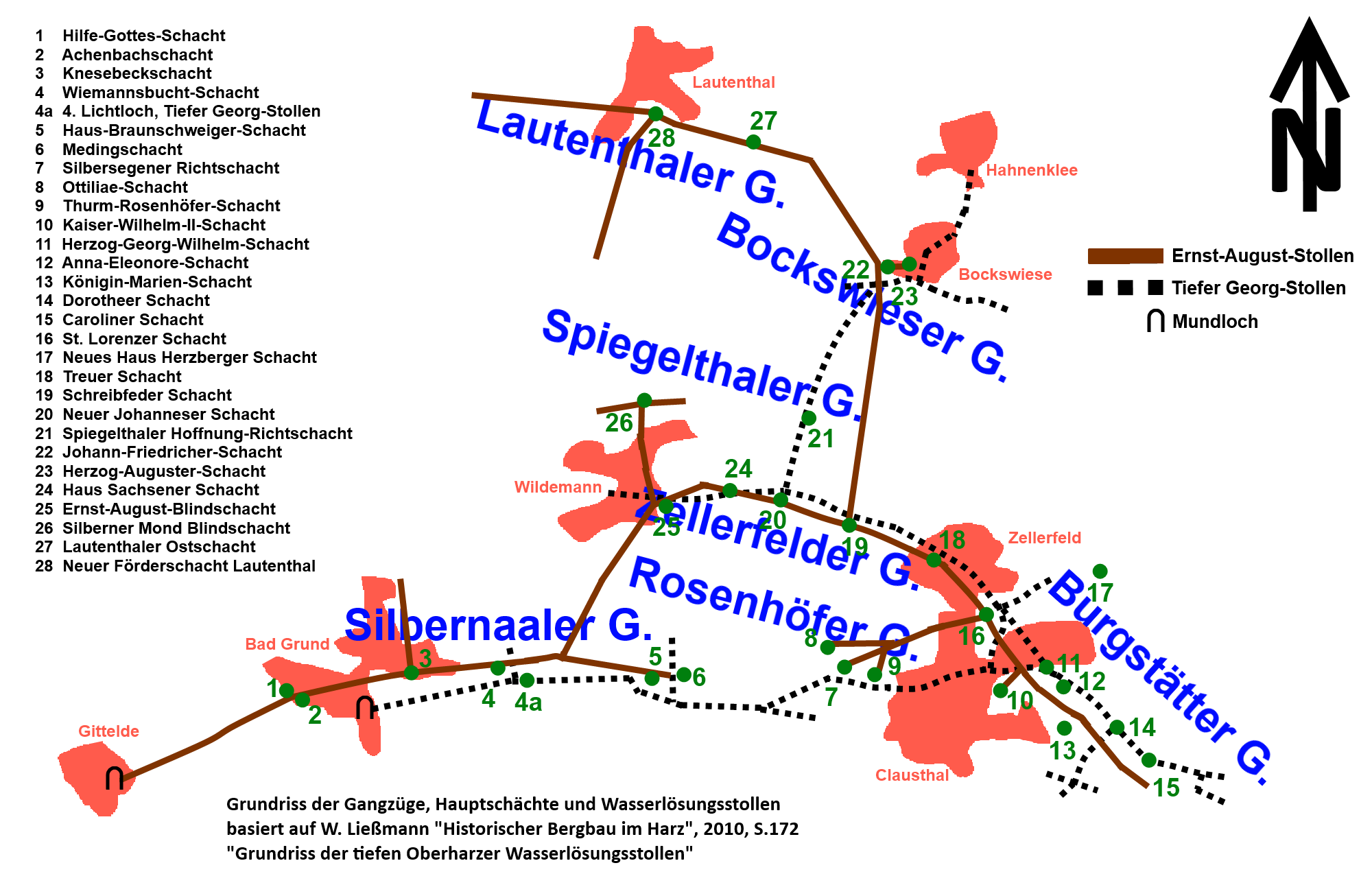
Grundriss mit der Lage des Rosenhöfer Gangzuges

Der Rosenhöfer Gangzug befand sich ca. 1150 Meter (600 Lachter) südlich des Zellerfelder Gangzuges. Er begann am westlichen Ende der Stadt Clausthal und erstreckte sich in einer Länge von 600 Lachtern bis zum Einersberg. Seine maximale Breite betrug 140 Lachter (270 Meter). Er gliederte sich in zwei Hauptgänge: den Thurmhöfer und Altensegner Gang.

## Geschichte
Vor allem vergleichsweise große Silbervorkommen sorgten in der Umgebung der damaligen Zentren des Oberharzer Bergbaus Clausthal und Zellerfeld für einen intensiven Abbau von silberhaltigen Bleierzen. So wurde bereits zwischen 1200 und 1350 zunächst über Tage und später in Tiefen von bis zu 40 Metern Erz gewonnen. Dieser Abbau erfolgte im Bereich des Rosenhöfer Gangzuges zunächst isoliert vom Rest des Harzes.
Durch den Schwarzen Tod wurde der Harz ab Mitte des 14. Jahrhunderts weitgehend entvölkert und Bergbautätigkeiten kamen nahezu zum Erliegen.
1554 wurde der Bergbau bei Clausthal mit der Grube Sankt Anna (auch Sankt Annenzeche) wiederaufgenommen. Diese Grube kam schnell in Ausbeute. Zwanzig Jahre später folgten die Gruben Thurmhof und Rosenhof.

### Auffahren der Wasserlösungsstollen
Um den Abbau in größeren Teufen zu ermöglichen, wurde ab 1524 der Fürstenstollen aufgefahren. Dieser diente der Wasserlösung. 1570 begann man aus gleichem Grund den 10 Lachter (19,2 Meter) tieferliegenden Rabenstollen, dessen Mundloch im Bereich der Einmündung des Rabentals in den Zellbach lag.
Um 1600 wurden die vorher einzelnen Gruben zur Grube Thurm-Rosenhof vereinigt und der Rabenstollen erreichte 1617 den Rosenhöfer Schacht und stellte ab diesem Zeitpunkt für etwa 170 Jahre die Wasser- und Wetterlösung sicher.
Zwischen 1692 und 1694 wurde ein neuer Schacht der seit 1635 im Besitz der Landesherrschaft befindlichen Grube Thurm-Rosenhof abgeteuft.

### Krise ab der zweiten Hälfte des 18. Jahrhunderts
Der Siebenjährige Krieg und neue technische Probleme sorgten für eine weitere Krise des Oberharzer Bergbaus ab der zweiten Hälfte des 18. Jahrhunderts. Die Gruben erreichten teilweise eine Teufe von 250 Metern unter dem 13-Lachter-Stollen und trockene Sommer sorgten für nur wenig Aufschlagwasser. Dies hatte zur Folge, dass Wasserkünste nicht mehr betrieben werden konnten und Arbeiten in tiefen Schachtanlagen wegen Überflutung gestundet werden mussten. Weiterhin konnte der 13-Lachter-Stollen das Volumen von Grubenwassern aufgrund seines zu geringen Querschnittes nicht mehr aufnehmen.
Um diese Problematik zu lösen, wurde ein neuer und tieferer Erbstollen geplant. Dieser sollte zunächst sein Mundloch bei Lasfelde haben, so dass das gelöste Wasser über die Söse abfließen konnte, und bis zum Rosenhöfer Revier verlaufen. Dieser Plan wurde aber verworfen und schließlich am 26. Juli 1777 mit dem Auffahren des Tiefen Georg-Stollen ab Bad Grund begonnen. Der Untere Thurm-Rosenhöfer-Schacht hatte zu dem Zeitpunkt eine ungefähre Teufe von 500 Metern.

### Situation im 19. Jahrhundert
Mitte des 19. Jahrhunderts wurden hauptsächlich drei königliche Gruben auf dem Rosenhöfer Gangzug betrieben:
Die Grube Thurm-Rosenhof hatte einen 281 Lachter (541 Meter) tiefen Tagesschacht. Die dortige Lagerstätte war fast abgebaut, in der Teufe gab es allerdings vereinzelt vielversprechende Funde. Von der Grube aus baute man außerdem noch im Bereich des verbrochenen Schachtes Braune Lilie ab, zu dem man Zugang über den Tiefen Georg-Stollen hatte. Die geförderten Erze wurden vom ersten bis vierten Clausthaler Pochwerk verarbeitet. Der Rabenstollen brachte eine Teufe von 39 Lachter (75 Meter), der Tiefe Georg-Stollen 137 Lachter (264 Meter) und die Tiefe Wasserstrecke 194 Lachter (373 Meter) ein. Die Hauptbaue lagen über der 14. und 15. Strecke (in 264 bzw. 280 Lachter Teufe; 508 bzw. 539 Meter). Unterhalb der 15. Strecke gab es noch keine Bergbautätigkeiten. Ab 1841 wurde in dem Schacht eine Fahrkunst betrieben, die auch vom Personal der folgenden beiden Gruben zum Ein- und Ausfahren genutzt wurde.
Die Grube Alter Segen verfügte über einen 220 Lachter (423 Meter) tiefen, nur teilweise verzimmerten Schacht. In oberer Höhe war die Lagerstätte ebenfalls komplett abgebaut und das 400 Lachter (770 Meter) lange Lasfelder Ort auf der Sohle der Tiefen Wasserstrecke brachte keine Aussicht auf Besserung. Neben der Förderung eigener Erze übernahm der Schacht auch die Förderung von Erzen des Burgstätter Gangzuges, die mithilfe von Holzkähnen auf der Tiefen Wasserstrecke zum Rosenhöfer Gangzug transportiert wurden. Das erste, fünfte und sechste Clausthaler Pochwerk verarbeitete die Erze.
Die Grube Silbersegen lag westlich von Alter Segen. Die Grube kam niemals in Ausbeute. Oberhalb der Tiefen Wasserstrecke gab es nur geringe Aussichten auf nutzbare Lagerstätten. So wurde der 201 Lachter (387 Meter) tiefe Richtschacht einerseits wie Alter Segen zur Förderung der Erze des Burgstätter Gangzuges eingesetzt. Andererseits erfolgte die Installation von zwei Wassersäulenmaschinen, die 6 bis 7 Kubikfuß Grubenwasser von der Tiefen Wasserstrecke auf den Tiefen Georg-Stollen hoben. Das fünfte und sechste Clausthaler Pochwerk verarbeiteten die Erze.
Starke Wasserzugänge aus zwei unterirdischen Quellen, wovon eine im Bereich des Rosenhöfer Gangzugs lag, und Flutzeiten, die die Wassersäulenmaschinen überlasteten und das Zuschalten von Künsten u. a. in Gruben des Zellerfelder Gangzuges und in der Grube Alter Segen erforderten, zeigten die Notwendigkeit eines tieferen Wasserlösungsstollens. Schließlich hatte das Zuschalten der Künste zur Folge, dass Tiefbaue absoffen. Ebenso wurde erkannt, dass ein Unfall an einer Wassersäulenmaschine starke Beeinträchtigungen des tieferliegenden Bergbaus zur Folge gehabt hätte. Die daraus resultierenden Planungen des „Lasfelder tiefster Stollen“ wurden mehrfach verworfen und geändert. Schließlich kam es aber zum Auffahren des Ernst-August-Stollens.
1864 erfolgte der Durchschlag mit dem Ernst-August-Stollen.

### Modernisierungen und Einstellung des Bergbaus
Ende des 19. Jahrhunderts erkannte man die Notwendigkeit, die alten, tonnlägigen Schächte gegen neue, seigere Schächte auszutauschen. Die Unterhaltung der alten Schächte war inzwischen sehr kostenintensiv geworden, insbesondere da das Voranschreiten in immer größere Teufen komplizierte Förderverfahren voraussetzte. Ab 1868 teufte man den Ottiliae-Schacht als neuen Hauptförderschacht ab und dehnte die bereits vorhandene Erzkahnförderung auf der Tiefen Wasserstrecke bis zum neuen Schacht aus.
Zu dem Zeitpunkt wurden die Erze im Rosenhöfer Revier zunächst im Rosenhöfer Schacht auf die 440 Meter unter Tage befindliche 11. Strecke und von dort im Silbersegener Schacht auf die Talsohle gehoben, von wo man sie zum Ottiliae-Schacht transportierte, um sie dort in einem Nebentrum zu Tage zu fördern. Problematisch war auch, dass sich die Erzmittel immer weiter nach Osten einschoben.
Man entschied sich deswegen, die Tiefste Wasserstrecke als neue Hauptförderstrecke einzurichten. Dazu wurde der Ottiliae-Schacht weiter abgeteuft und die Tiefste Wasserstrecke zu diesem durchgetrieben. Der Rosenhöfer Schacht wurde abgeworfen und 300 Meter weiter östlich von der Tiefsten Wasserstrecke aus der Thekla-Schacht abgeteuft, der bis 1930 das Niveau der 23. Strecke erreichte und wichtigster Förderschacht für das Rosenhöfer Revier blieb.
Im Jahr 1930 stellte man den Bergbau um Clausthal-Zellerfeld ein, da die Weltwirtschaftskrise zu niedrigen Metallpreisen führte und eine weitere Förderung nicht mehr wirtschaftlich war.

## Wasserwirtschaft
Für den Betrieb der Gruben des Rosenhöfer Gangzuges standen Mitte des 19. Jahrhunderts zwölf Teiche mit fast 200 Morgen Fläche und 75 Millionen Kubikfuß Volumen zur Verfügung. Es wurden neun Wasserräder und zwei Wassersäulenmaschinen betrieben. Weiterhin gab es ein Grabennetz mit einer Gesamtlänge von 8785 Lachtern (16,9 km), Röschen mit einer Gesamtlänge von 520 Lachtern (1 km) und elf Wasserläufe mit einer Gesamtlänge von 3865 Lachtern (7,4 km).

## Abbau und Erträge
Mitte des 19. Jahrhunderts wurde silberarmer Galenit (Bleiglanz) gefördert, seltener auch Bournonit und Fahlerz. Aus einem Zentner Schlich wurden 70 bis 75 Pfund Galenit gewonnen, aus denen man wiederum etwas mehr als 2 Lot Silber gewann.
In großer Masse traf man auf Siderit (Spateisenstein), selten auf Calcit (Kalkspat) und sehr selten auf Quarz. Das Siderit wurde besonders für die Verschmelzung der Erze des Burgstätter Gangzuges verwendet.
In Tiefbauen kam viel Sphalerit (Zinkblende) und Baryt (Schwerspat) vor.